# Olga Villi
Olga Villi (Suzzara, 20 de julio de 1922-Rapallo, 12 de agosto de 1989) fue una actriz y modelo italiana.

## Biografía
Nacida en Suzzara, Mantua como Olga Villani, Villi comenzó a trabajar, con sólo doce años, como vendedora y costurera en la casa de moda milanesa Biki.
Unos años más tarde su patrona la contrató como modelo; descubierta por Macario, fue contratada por él en 1942 para la revista-opereta Il grillo al castello, donde tuvo que actuar, cantar y bailar. Gracias al éxito del espectáculo, se convirtió en una de las soubrettes más citadas de la época, trabajando con Anna Magnani, Nino Taranto y Alberto Sordi, y a mediados de la década de 1940 también protagonizó varias obras dramáticas, trabajando entre otros con Luchino Visconti, Alessandro Blasetti y Giorgio Strehler.
También activa en películas y en televisión, en 1967 ganó un Nastro d'argento a Mejor Actriz de Reparto gracias a su actuación en Señoras y señores de Pietro Germi. Tras anunciar su retiro en 1972, volvió a los escenarios en 1984.
Estuvo casada con el noble Raimondo Lanza di Trabia hasta su muerte en 1954. Murió después de una larga enfermedad en Rapallo, donde vivió durante unos treinta años.

## Filmografía seleccionada
- Macario contro Zagomar (1944)
- Natale al campo 119 (1948)
- Una carta al amanecer (1948)
- Yvonne la Nuit (1949)
- Quattro rose rosse (1952)
- Canzoni di mezzo secolo (1952)
- Adriana Lecouvreur (1955)
- Le fate (1966)
- Señoras y señores (1966)
- Il fischio al naso (1967)